# کاموف-۱۱۵
کاموف کا-۱۱۵ (به انگلیسی: Kamov Ka-115) یک بالگرد ساختِ کارخانهٔ کاموف در کشور روسیه است. این بالگرد برای نخستین بار در ۱۹۹۹ میلادی مورد استفاده قرار گرفت.